# Vương Thần Nguyệt
Vương Thần Nguyệt sinh ngày 22 tháng 8 năm 1995, tại Liên Vân Cảng, Giang Tô, Trung Quốc, là một vận động viên bóng chuyền. Cô chơi ở vị trí phụ công. Cô là thành viên của Đội tuyển bóng chuyền nữ quốc gia Trung Quốc và hiện đang thi đấu cho Câu lạc bộ bóng chuyền nữ Giang Tô.

## Sự nghiệp
Năm 2007, 2013, Vương Thần Nguyệt hai lần gia nhập đội bóng chuyền trẻ Giang Tô tham dự Đại hội thể thao toàn quốc và đạt được hạng 3.
Mùa giải 2016-2017, cô giành được giải thưởng phụ công xuất sắc nhất tại Giải bóng chuyền Trung Quốc.
Năm 2017, lần đầu tiên cô được lựa chọn vào đội tuyển quốc gia.

## Giải thưởng

### Cá nhân
- Giải bóng chuyền Trung Quốc 2016-2017: phụ công xuất sắc nhất.

### Câu lạc bộ
- Giải bóng chuyền Trung Quốc 2014-2015: Hạng 3
- Giải bóng chuyền Trung Quốc 2015-2016: Hạng 2
- Giải bóng chuyền Trung Quốc 2016-2017: Vô địch
- Giải bóng chuyền Trung Quốc 2017-2018: Hạng 3

### Đội tuyển quốc gia
- Montreux Volley Masters 2017:  - Đồng
- World Grand Champions Cup 2017:  - vàng